# Oberpräsident

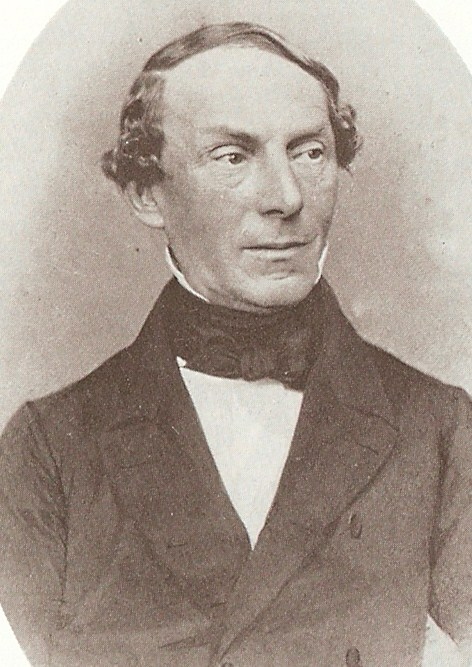
Adolf von Pommer Esche, Oberpräsident der Rheinprovinz von 1858 bis 1871

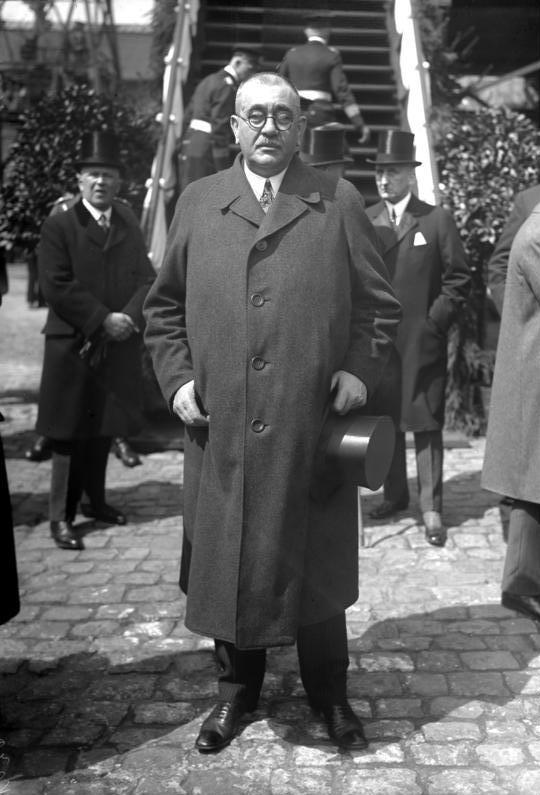
Gustav Noske (SPD), Oberpräsident der Provinz Hannover von 1920 bis 1933

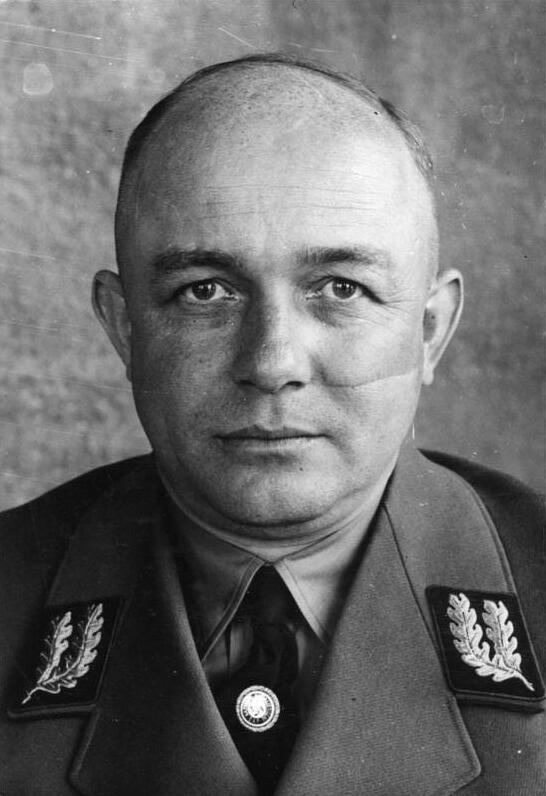
Helmuth Brückner (NSDAP), Oberpräsident der Provinz Schlesien 1933/1934

Oberpräsident (eigentlich: Oberregierungspräsident) war die Amtsbezeichnung des obersten Verwaltungsbeamten in den preußischen Provinzen. Trotz unklarer und wechselnder Kompetenzen war das Amt für einen Verwaltungsjuristen die Krönung der Laufbahn. So häufig wie Oberpräsidenten in politische Führungsaufgaben berufen wurden, so häufig wurden entlassene Politiker mit dem ehrenvollen Amt versorgt.

## Geschichte
Der Oberpräsident einer preußischen Provinz war der oberste Repräsentant der preußischen Krone in der Provinz. Bereits im 17. und 18. Jahrhundert wurde er vom Kurfürsten oder König ernannt und war nur diesem verantwortlich.
Ab 1808 bzw. 1815 übte der Oberpräsident im Namen des Königs das Inspektionsrecht, die oberste Aufsicht über die Verwaltung in seiner Provinz, aus. Er war allerdings kein Vorgesetzter der Regierungspräsidenten, die direkt dem preußischen Innenministerium in Berlin unterstanden. Der Oberpräsident hatte das Recht, sich von den Regierungspräsidenten über alle Belange der Provinz unterrichten zu lassen, er konnte in alle Verwaltungsvorgänge Einblick nehmen und durfte bei Gefahr im Verzug auch selbst eingreifen. Er übte gegenüber den Regierungspräsidenten und der Verwaltung eine wichtige rechtsstaatliche Kontrolle aus. Er besaß das Immediatrecht und war lediglich dem preußischen Ministerpräsidenten nachgeordnet. Zur Erfüllung seiner Aufgabe stand ihm nur ein kleiner Stab von Mitarbeitern zur Verfügung. Er war in Aufgabe und Befugnis das zivile Pendant eines preußischen General-Inspizienten.
Neben Ober- und Regierungspräsidenten fungierten als oberste Beamte des Provinzialverbandes die Landeshauptleute, welche die Selbstverwaltungsbefugnisse der Provinzen ausübten und von den Provinziallandtagen gewählt wurden.
Unter dem Nationalsozialismus wurden die Befugnisse der Oberpräsidenten ausgeweitet. Sie nahmen dann auch Reichsinteressen wahr, ähnlich den Befugnissen eines Reichsstatthalters. Als beratendes Gremium wurde außerdem der Preußische Provinzialrat eingerichtet. Der Konflikt zwischen den Befugnissen von Oberpräsidenten und Regierungspräsidenten wurde bis 1945 nicht mehr gelöst.

## Sitze der preußischen Oberpräsidenten
Die preußischen Oberpräsidenten hatten in folgenden Provinzhauptstädten ihren Sitz:
- Berlin – Provinz Brandenburg, ab 1939 „Provinz Mark Brandenburg“ (1920–1945)
- Breslau – Provinz Schlesien (1815–1919, 1938–1941), Provinz Niederschlesien (1919–1938, 1941–1945)
- Charlottenburg – Provinz Brandenburg (1918–1920)
- Danzig – Provinz Westpreußen (1815–1829, 1878–1920)
- Halle a. d. Saale – Provinz Halle-Merseburg (1944–1945)
- Hannover – Provinz Hannover (1866–1945)
- Kassel – Provinz Hessen-Nassau (1866 bis 1944), Provinz Kurhessen (1944–1945)
- Kattowitz – Provinz Oberschlesien (1941–1945)
- Kiel – Provinz Schleswig-Holstein (1866–1879, 1917–1945)
- Koblenz – Großherzogtum Niederrhein (1815/16–1824),  Rheinprovinz (1824–1945)
- Köln – Provinz Jülich-Kleve-Berg (1815/16–1824)
- Königsberg (Pr) – Provinz Preußen/Ostpreußen (1815–1945)
- Magdeburg – Provinz Sachsen (1815–1944), Provinz Magdeburg (1944–1945)
- Münster i. Westf. – Provinz Westfalen (1816–1945)
- Oppeln – Provinz Oberschlesien (1919–1938)
- Posen – Großherzogtum Posen (1815–1848), Provinz Posen (1848–1920)
- Potsdam – Provinz Brandenburg (1815–1918)
- Schleswig – Provinz Schleswig-Holstein (1879–1917)
- Sigmaringen (Regierungspräsident mit den Befugnissen eines Oberpräsidenten) – Hohenzollernsche Lande (1850–1945)
- Schneidemühl – Provinz Grenzmark Posen-Westpreußen (1922–1938)
- Stettin – Provinz Pommern (1815–1945)
- Wiesbaden – Provinz Nassau (1944–1945)

## Berlin
Die Berliner Oberbürgermeister waren seit 1881 den Oberpräsidenten gleichgestellt.